# Caisse nationale d'épargne et de prévoyance-Banque
Pour les articles homonymes, voir CNEP.
 (septembre 2014).
Si vous disposez d'ouvrages ou d'articles de référence ou si vous connaissez des sites web de qualité traitant du thème abordé ici, merci de compléter l'article en donnant les références utiles à sa vérifiabilité et en les liant à la section « Notes et références ».
La Caisse nationale d'épargne et de prévoyance-Banque (CNEP Banque) est une banque publique algérienne, spécialisée dans la collecte de l'épargne des ménages, le financement de l'habitat à travers ses crédits immobiliers aux particuliers et aux promoteurs privés et publics, et aussi le financement des entreprises intervenant en amont du secteur du bâtiment.

## Historique
La Caisse nationale d'épargne et de Prévoyance a été créée le 10 août 1964 sur la base du réseau de la Caisse de Solidarité des Départements et des Communes d'Algérie (CSDCA) avec pour mission la mobilisation de la collecte de l'épargne. La première agence de la CNEP a officiellement ouvert ses portes le 1er mars 1967 à Tlemcen. Cependant, le livret d’épargne CNEP était déjà commercialisé depuis une année à travers le réseau PTT.
Durant la période 1964-1970, l'activité de la CNEP se limitait à la collecte de l’épargne sur livret, avec des prêts sociaux hypothécaires. Le réseau CNEP n'était constitué alors que de deux agences ouvertes au public en 1967 et de 575 points de collecte implantés dans le réseau PTT.
Au mois d'avril 1971, une instruction a chargé la CNEP de financer les programmes de réalisation de logements en utilisant les fonds du Trésor public.
En 1998, La CNEP entreprit une politique de diversification des crédits accordés, notamment en faveur des professions libérales.
Le 6 avril 1997, la CNEP change de statut en obtenant son agrément en tant que banque. Désormais, elle porte le nom de CNEP-Banque. Elle peut également effectuer toutes les opérations bancaires à l'exclusion des opérations de commerce extérieur.
En juillet 2014, la banque lance une nouvelle formule de crédit pour financer l'achat de logement.
Le 31 mai 2005, l'assemblée générale extraordinaire a décidé de donner la possibilité à la CNEP-Banque de s'impliquer davantage dans le financement des infrastructures et activités liées à la construction notamment pour la réalisation de biens immobiliers à usage professionnel, administratif et industriel.
Le 28 février 2007, l'assemblée générale extraordinaire a décidé un repositionnement stratégique de la banque, d'autoriser au titre des crédits aux particuliers, les crédits hypothécaires prévus par les textes réglementaires en vigueur au sein de la banque et les crédits à la consommation.

## Activités
La CNEP-Banque avec un réseau de 224 agences d’exploitation et 15 directions régionales réparties à travers le territoire algérien, la CNEP-Banque est présente également au niveau du réseau postal en ce qui concerne l'épargne des ménages.
La transformation de la CNEP en banque a permis d’octroyer plus de crédits que ses seuls dépôts l'autorisaient comme au temps où elle était une caisse d'épargne. Elle peut désormais délivrer des chèques et ouvrir des comptes bancaires à vue à ses clients, des comptes courants aux entreprises et des comptes chèques aux particuliers et aux associations.
En ayant accès au refinancement de la Banque d'Algérie, la CNEP-Banque peut régénérer sa trésorerie à travers le refinancement des crédits qu’elle a consentis et développer ses capacités de financement.
Aujourd’hui, la CNEP-Banque se situe au tout premier rang des établissements financiers, tant par l’importance de sa clientèle et des crédits accordés. D'ailleurs, depuis 1992, la CNEP intervient sur le marché monétaire afin de placer ses excédents de liquidités.

## Gouvernance
La banque est dirigée par un Président-Directeur général jusqu'au 29 avril 2021. Elle est ensuite confiée à un Président du Conseil d'administration et à un Directeur général.
- Président Directeur général (jusqu'au 29 avril 2021)
  - Abdelwahid Bouabdellah (1991-1993)
- Président du Conseil d'administration (à partir du 29 avril 2021)
  - Mustapha Chaabane[4]
- Directeur général (à partir du 29 avril 2021)
  - Samir Tamrabet (29 avril 2024 - 10 juin 2024)[4]
  - Sid Ahmed Bouziani (depuis le 10 juin 2024)[5]